# Johann Jacob Andreae
Johann Jacob Andreae (* 28. Januar 1741 in Frankfurt am Main; † 16. Oktober 1819 ebenda) war ein Politiker der Freien Stadt Frankfurt.
Johann Jacob Andreae war der Sohn des Buchdruckers Johann Benjamin Andreae (1705–1775) und dessen Ehefrau Elisabeth Dorothea geborene Holzhausen. Er studierte Rechtswissenschaften an der Universität Göttingen und wurde dort 1768 zum Dr. jur. promoviert. Danach war er kurz am Reichshofrat in Wein tätig, bevor er 1764 bis 1771 Teilhaber der väterlichen Buchdruckerei war.
Am 13. November 1786  wurde er in den 51er-Ausschuss gewählt. Von 1805 bis 1812 war er als Senator und von 1812 bis 1816 Schöff Mitglied im Senat der Freien Stadt Frankfurt bzw. der Reichsstadt Frankfurt, nur unterbrochen durch die Zeit des Großherzogtums Frankfurt.